# جین گریسون
جین گریسون (به انگلیسی: Jane Grigson) نویسنده و مترجم کتاب‌های آشپزی انگلیسی بود. او در حدود ۲۳ سال نویسندگی ستون غذایی روزنامهٔ آبزرور را بر عهده داشت و کتاب‌های متعددی در مورد غذاهای اروپایی و غذاهای سنتی انگلیسی نوشت. کتاب‌های او در تبلیغ غذاهای انگلیسی در سطح جهان مؤثر بودند.

## فعالیت
گریگسون در گلاسترشایر متولد شد؛ او قبل از تحصیل در کالج نیوهامِ کمبریج در ساندرلند واقع در شمال شرقی انگلستان بزرگ شد. از کتاب‌های جین گریسون می‌تواند به مانند چیزهای خوب(۱۹۷۱)، غذای انگلیسی(۱۹۷۴)، غذا با افراد مشهور(۱۹۷۹) و میوه‌ها و سبزیجات عجیب و غریب(۱۹۸۶) اشاره کرد.
او در سال ۱۹۶۶ جایزه جان فلوریو را برای ترجمه زبان ایتالیایی دریافت کرد، همچنین کتاب‌های غذایی او سه جایزه غذا و نوشیدنی گلنفیدیچ و دو جایزه یادبود آندره سیمون را از آن خود کردند.